# Karl von Sezze
Karl von Sezze, bürgerlicher Name: Carlo Melchiori, (* 19. Oktober 1613 in Sezze, Italien; † 6. Januar 1670 in Rom, Italien) war ein italienischer Mönch und Mystiker. Er wird als Heiliger in der katholischen Kirche verehrt.
Carlo Melchiori, der Sohn eines Bauern war, schloss sich 1635 in Nazzano als Laienbruder dem Kapuzinerorden an. Ab 1640 wirkte er im Konvent S. Francesco a Ripa in Rom. 1648 bekam er im Laufe eines Gottesdienstes Stigmata, die Wundmale Jesu, eingeprägt. Als Kapuziner war er als Gärtner, Koch, Pförtner, Almosensammler und Sakristan tätig. Auf Wunsch seines Seelenführers verfasste Karl wichtige Schriften über seine mystischen Erlebnisse.
1882 wurde er von Papst Leo XIII. selig- und 1959 von Papst Johannes XXIII. heiliggesprochen.